# Clã Suwa

O Mon (brasão) do Clã Suwa

O Clã Suwa (诹访氏, Suwa-shi) foi um clã que reivindica a descendência de Seiwa Genji através de Suwa Morishige, nona geração de Minamoto no Mitsumasa. Foi um poderoso clã da Província de Shinano , particularmente durante o Período Sengoku da História do Japão , quando teve confrontos frequentes com seu vizinho da Província de Kai (atual Yamanashi ), o Clã Takeda . O Suwa foi vassalo dos Takeda por algum tempo, e depois da queda dos Takeda, se reergueu. No Período Edo, Suwa Yoritada (1536-1606) foi vassalo de Tokugawa Ieyasu e se tornou daimyō do Domínio de Soja (Província de Kōzuke - 15.000 koku) em 1592, e finalmente chegou a governar o Domínio de Suwa (30.000 koku) na Província de Shinano onde seus descendentes permaneceram até a Restauração Meiji. Depois disso o líder do clã se tornou  Shishaku (Visconde) de acordo com o Kazoku .